# Joan Sala i Torrent
Joan Sala i Torrent (Olot, 1959) és un editor català.
Nascut a Olot i vinculat a Castellfollit de la Roca, és fill de l'empresari i polític Ramon Sala i Canadell. Va estudiar biologia i durant dècades es va dedicar al sector de la indústria de la carn, fins que a mitjans dels anys 2000 va decidir fundar l'editorial Comanegra. Durant els primers anys de vida de l'editorial va compaginar totes dues feines, per dedicar-se a l'edició a temps complet des del 2013. Entre 2016 i 2019 ha estat el president de la Setmana del Llibre en Català.
El 2021 fou nomenat president de l'Associació d'Editors en Llengua Catalana, en substitució de Montse Ayats.